# 索尔舍里
索尔舍里（法語：Saulchery，法語發音：[solʃəʁi]）是法国上法蘭西大區埃纳省的一个市镇，属于蒂耶里堡区。

## 地理
索尔舍里（48°58'28"N, 3°18'26"E）面积2.63 平方千米，位于法国上法蘭西大區埃纳省，该省份为法国北部内陆省份，北起北部省，西接索姆省和瓦兹省，东临阿登省和马恩省，西南至塞纳-马恩省，东北部与比利时接壤。
与索尔舍里接壤的市镇（或旧市镇、城区）包括：马恩河畔沙尔利、诺让拉托、马恩河畔罗姆尼。

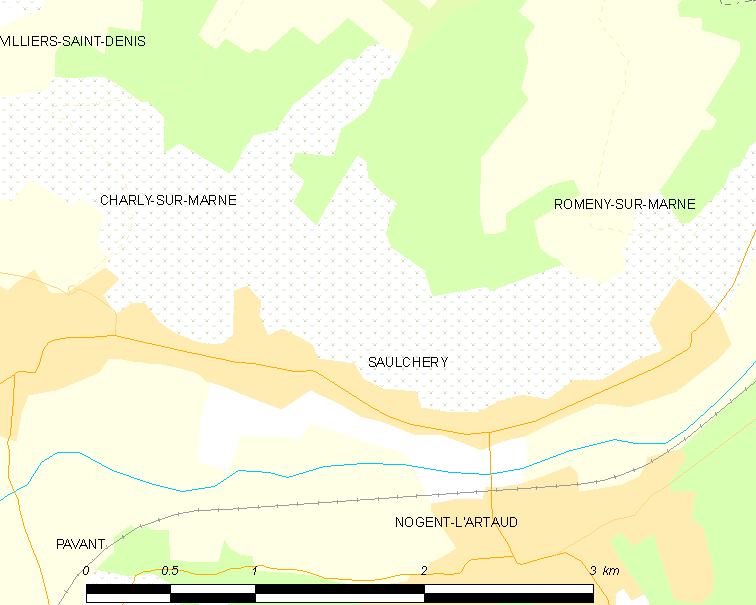
索尔舍里的OSM定位图

索尔舍里的时区为UTC+01:00、UTC+02:00（夏令时）。

## 行政
索尔舍里的邮政编码为02310，INSEE市镇编码为02701。

## 政治
索尔舍里所属的省级选区为马恩河畔埃索姆县。

## 人口

1962-2008年间索尔舍里人口变化图示

索尔舍里于2022年1月1日时的人口数量为695人。